# Гаилки
Гаилки (галки, гаивки) — русинские (галицкие) народные хороводные песни и игры; проводились на второй или третий день Пасхи после посещения кладбища и поминания усопших родственников. Разновидность веснянок.
Песни были переняты польским народом, исполнявшим их по-польски на Пасхальной неделе (на «Великоночные святки»).
Наиболее полные собрания текстов гаилок издавались польским историком и этнографом Жеготой Паули (1814—1895) во Львове:
- «Песни польского народа в Галиции» (Piesni ludu polśkiego w Galicyi; Львов, 1838);
- «Песни русского народа в Галиции» (Pieśni ludu ruskiego w Galicyi; в 2-х томах; Львов, 1839) — собрание 1250 песен (591 в первом томе и 659 во втором).